# کهنه‌قشلاق
کهنه‌قشلاق یکی از روستاهای استان آذربایجان شرقی است که در دهستان چاراویماق شرقی بخش شادیان شهرستان چاراویماق واقع شده‌است.این روستا ۱۶۰ نفر جمعیت دارد.